# Base Aérea El Libertador
A Base Aérea El Libertador está localizada entre Palo Negro e Maracay, Venezuela.